# Caroline Maitland
Caroline Maitland (nom de plume Dollie Radford) est une poétesse et écrivaine britannique née en 1858 et morte en 1920.
En 1883, elle épousa l'écrivain Ernest Radford dont elle eut trois enfants.
De 1891 à 1912, elle publia ses poèmes dans Progress, Athenaeum, The Nation, McClure's Magazine et The Yellow Book. Ses recueils de poèmes, pour enfants et adultes, eurent un véritable succès.
Le couple était proche des milieux socialistes et évoluait dans les cercles littéraires et intellectuels avec William Morris, George Bernard Shaw, H. G. Wells, W. B. Yeats, Olive Schreiner, Eleanor Marx et Edward Aveling, John Galsworthy ou D. H. Lawrence.
Alors qu'elle écrivait selon les canons modernes de la « New Woman » et publiait dans des revues avant-gardistes intellectuellement et politiquement, ses poèmes furent souvent reçus de façon paternaliste comme une charmante production féminine. Il est vrai que les thèmes de A Light Load peuvent sembler être, à première vue, la mélancolie et la nature. En fait, son but est d'exprimer l'indépendance émotionnelle de la « New Woman » qui doit se trouver une place bien à elle dans une société en mutation, Olive Schreiner en étant un modèle.
Songs and other verses, considéré par les critiques comme féminin (et donc de la sphère du domestique) est en fait une subversion de cette sphère féminine domestique et une ode à la liberté de la « New Woman » : les tâches domestiques sont représentées comme une souffrance tandis que la narratrice s'évade dans la fumée de sa cigarette.
Sa pièce en vers, The Ransom, met en scène une femme de la bonne société que son époux n'aime pas, qui tombe amoureuse d'un jeune homme et qui se suicide par amour. Dans le dernier acte, un dialogue entre la protagoniste et des prostituées met sur le même plan les souffrances de toutes ces femmes, victime du patriarcat.

## Œuvres
- A Light Load (1891)
- Songs for Somebody (1893)
- Good Night (1895)
- Songs and other verses (1895)
- Sea Thrift (1904)
- In Summer Time (1905)
- A Ballad of Victory and other poems (1907)
- Poems (1910)
- The Ransom (1915)